# Contea di Ballina
La contea di Ballina è una Local Government Area che si trova nel Nuovo Galles del Sud. Essa si estende su una superficie di 484 chilometri quadrati e ha una popolazione di 42.708 abitanti. La sede del consiglio si trova a Ballina.